# Saint-Marcellin (kaas)
De Saint-Marcellin is een klein Frans kaasje, afkomstig uit het dorp Saint-Marcellin in de Dauphiné (department Isère).
Vanouds werd de “tomme de Saint Marcellin” van geitenmelk gemaakt. Uit geschriften blijkt dat de geitenhouderij al in de 13e eeuw gemeengoed was. In 1461 werd hij voorgezet aan Lodewijk XI. In de 18e eeuw werd in het kader van de herbebossing in de streek de geitenhouderij teruggedrongen en (deels) vervangen door rundvee. De kaas werd sinds die tijd ook steeds vaker van koemelk gemaakt. De vorm is wel de vorm van zo veel van de geitenkaasje gebleven (Rocamadour AOC, Picodon, etc.)

De komst van de spoorwegen (en een station in Saint Marcellin in 1864) maakte dat de productie van de kaas een grote vlucht nam. De kaasjes werden eerst door de “ramasseurs” bij de boeren opgehaald en naar de markten gebracht, maar met het nieuwe vervoer werd de functie van ramasseur (verzamelaar) overbodig, die zijn zich toen gaan toeleggen op het zelf kaasmaken en de melk ophalen bij de boeren, het ontstaan van de kaasfabrieken.
De Saint-Marcellin zit in het proces van de aanvraag van het AOC-keurmerk. De bereidingswijze van de kaas, het gebied waar de melk vandaan moet komen zijn allemaal al omschreven.

In het dorp staat zelfs al een speciaal museum: het "Musée du Fromage", geheel gewijd aan de kaas, de kaasfabrieken en hun geschiedenis.
Om de voor de Saint-Marcellin specifiek smaak te krijgen wordt de kaas volgens de plaatselijk tradities gemaakt. De Saint-Marcellin wordt van koemelk gemaakt. De melk wordt aangezuurd met stremsel. Na stremming wordt de wrongel de volgende ochtend in de vormen gedaan, waar de wei verder uit de kaas kan lopen. De kaas wordt aan de bovenkant gezouten. Uit de vorm (na 3 uur) wordt de kaas aan de andere kant gezouten.

Maar het eigenlijke geheim van de kaas zit in de droogzolders, waar de kaas rijpt en zijn smaak krijgt. De kern van de rijpe kaas is bijzonder romig. Hij ruikt naar noten en heeft een delicate, zurige, gistachtige en fruitige smaak. Fransen eten de kaas wel in zijn geheel verwarmd uit de oven.
Saint-Marcellin kreeg op 28 november 2013 de status van beschermde geografische aanduiding (BGA).